# Alekséievka (Volodarski)
Alekséievka — Алексеевка (rus) — és un poble de l'óblast d'Astracan, a Rússia. Pertany al districte de Volodarski. Segons el cens del 2010 tenia 233 habitants.